# Damián Giménez
Damián Joel Giménez (Lomas de Zamora, 26 febbraio 1982) è un ex calciatore argentino, di ruolo difensore.

## Carriera
Ha militato con squadre della massima serie argentina, ucraina e cipriota.